# مونتيمادجوري بلسيتو
مونتيمادجوري بلسيتو (بالإيطالية: Montemaggiore Belsito)‏ هي بلدية في مقاطعة باليرمو في صقلية الإيطالية.

## السكان
في سنة 1861 بلغ عدد السكان 6٬672 نسمة، وتطور العدد ليصل في سنة 2011 لـ 3٬566 نسمة.
يظهر هذا المخطط البياني تطور النمو السكاني لـ مونتيمادجوري بلسيتو